# Liste des épisodes du Caméléon

Cet article présente la liste des épisodes de la série télévisée américaine Le Caméléon.

## Liste des épisodes

### Première saison (1996-1997)
1. Le chat et la souris (Pilot)
2. Chaque tableau a son histoire (Every Picture Tells A Story)
3. Pilote de chasse (Flyer)
4. Les jeux sont faits (Curious Jarod)
5. La pendule en carton (The Paper Clock)
6. Servir et protéger (To Serve and Protect)
7. Un virus parmi nous (A Virus Among Us)
8. Le premier Noël de Jarod (Not Even A Mouse)
9. Chute libre (Mirage)
10. Question de courage (The Better Part Of Valor)
11. Équipe de déminage (Potato Head Blues / Bomb Squad)
12. Jeu de piste (Prison Story)
13. L'armée des lâches (Bazooka Jarod)
14. La découverte (Ranger Jarod)
15. Indice d'écoute (Jaroldo!)
16. Le frère jumeau (Under The Reds)
17. La clé (Keys)
18. Le grand plongeon (Unhappy Landings)
19. À la recherche du passé (Jarod's Honor)
20. SL-27 (Baby Love)
21. Réunion de famille, première partie (The Dragon House: Part One)
22. Réunion de famille, deuxième partie (The Dragon House: Part Two)

### Deuxième saison (1997-1998)
1. Nouvelle donne (Back From The Dead Again)
2. Le père et le fils (Scott Free)
3. Sur la corde raide (Over The Edge)
4. L'élément révélateur (Exposed)
5. La beauté cachée (Nip and Tuck)
6. L'échange (Past Sim)
7. Coup double (Collateral Damage)
8. Le poids du passé (Hazards)
9. Effets spéciaux (F/X)
10. Course contre la mort (Indy Show)
11. Gigolo (Gigolo Jarod)
12. Cadeau-surprise (Toy Surprise)
13. Travail d'artiste (A Stand Up Guy)
14. Trou de mémoire (Amnesia)
15. La preuve par balles (Bulletproof)
16. Le miroir recomposé (Silence)
17. Le crash (Crash)
18. Un Don du Ciel (Red Rock Jarod)
19. Kidnapping
20. Mensonges (Bank)
21. Patrimoine génétique, première partie (Bloodlines: Part One)
22. Patrimoine génétique, deuxième partie (Bloodlines: Part Two)

### Troisième saison (1998-1999)
1. Troubles mentaux (Crazy)
2. Le cercle (Hope and Prey)
3. Les larmes d'un père (Once in a Blue Moon)
4. Une personne de confiance (Someone to Trust)
5. Trahison (Betrayal)
6. La Promesse (Parole)
7. Sauvez mes enfants ! (Homefront)
8. Vengeance (Flesh and Blood)
9. Meurtre parfait (Murder 101)
10. M. Lee (Mr Lee)[1]
11. L'Assassin (The Assassin)
12. La clé du passé (Unsinkable)
13. Affaires de famille (Pool)
14. À l'heure de notre mort (At the Hour of Our Death)
15. Compte à rebours (Countdown)
16. Les puissances au pouvoir (PTB)
17. Les liens du cœur (Ties That Bind)
18. Pièces manquantes (Wake Up)
19. Échec... (End Game) : crossover avec ...Et mat (Grand Master) de la série Profiler
20. Projet Alpha (Qallupilluit)
21. Donotérase, première partie (Donoterase: Part One)
22. Donotérase, deuxième partie (Donoterase: Part Two)

### Quatrième saison (1999-2000)
1. Le monde change (The World's Changing)
2. Survivre (Survival)
3. Le vol de l'ange (Angel's Flight)
4. Comportement étrange (Risque Business)
5. La folle Équipée (Road Trip)
6. Frissons (Extreme)
7. Alibi (Wild Child)
8. Le négociateur (Rules of Engagement)
9. Confrontations ('Til Death Do Us Part)
10. Simulations (Spin Doctor) : second crossover avec la série Profiler
11. Intrigues à Las Vegas (Cold Dick)
12. Lignes de vie (Lifeline)
13. Les fantômes du passé (Ghosts From The Past)
14. Que la lumière soit (The Agent Of Year Zero)
15. État de manque (Junk)
16. Projet Mirage (School Daze)
17. Décomposition (Meltdown)
18. Secrets d'outre-tombe (Corn Man)
19. Instinct naturel, première partie (The Inner Sense: Part One)
20. Instinct naturel, deuxième partie (The Inner Sense: Part Two)